# Ecles
Segons la mitologia grega, Ecles o Oicles (en grec antic Οἰκλῆς o Ὀϊκλῆς), també Ecleu o Oicleu (en grec antic Ὀϊκλεύς, en llatí Oecleus), va ser un endeví, fill d'Antífates i de Zeuxipe. És un descendent de Melamp i, per tant, del llinatge de Creteu i de Tiro.
Casat amb Hipermnestra, una de les filles de Testi, va tenir diversos fills: Polibea, Ifianira, i el més conegut, Amfiarau.
Ecles va ser company d'Hèracles en la seua expedició contra Troia. Hèracles li va confiar la vigilància de les naus, i va haver de resistir amb un contingent reduït d'aqueus el contraatac de Laomedont. Va morir tot just començada la lluita.
Una tradició diu que Ecles va acollir al Peloponnès el seu net Alcmeó, quan aquest va matar la seva mare Erifile per venjar el seu pare. Però cronològicament aquest episodi i l'anterior es contradiuen